# Kiełp
Kiełp – wieś w Polsce położona w województwie kujawsko-pomorskim, w powiecie chełmińskim, w gminie Kijewo Królewskie.
W latach 80. XIX w. obszar wsi obejmował 2289 mórg. W 1966 r. powierzchnia sołectwa wyniosła 6,1 km2. 
Na pobliskich obszarach wsi występuje roślinność stepowa, głównie na zboczach parowów o ekspozycji południowej.

## Nazwa
Nazwa wsi na przestrzeni wieków ulegała zmianom. Pierwsza prawdopodobna wzmianka pochodzi z roku 1222, gdzie wystąpiła pod nazwą Kelz. Pierwsze pewniejsze nazwy wsi pojawiają się ok. roku 1422, gdzie w dokumentach występuje jako Colping, Kolpyn, Colpen, Culpyn, Kolpin. W 1543 występowała pod dwoma nazwami - Kiełpin i Kiełp.
Nazwa wsi ma wywodzić się z regionalizmu kiełp oznaczającego łabędzia.
W latach 1939 - 1942 dotychczasową nazwą wsi było Kielp, lecz po przeprowadzonej zamianie nazw miejscowości w Okręgu Rzeszy Gdańsk-Prusy Zachodnie, w latach 1942 - 1945 nazywała się Külpen.

## Podział administracyjny
Na przełomie XVI i XVII wieku należał do dóbr stołowych biskupów chełmińskich. W latach 1975–1998 miejscowość administracyjnie należała do województwa toruńskiego.
W latach 1939–1945 położona była w okręgu Rzeszy Gdańsk-Prusy Zachodnie, w rejencji bydgoskiej (Regierungsbezirk Bromberg), w powiecie Chełmno (Kreis Kulm).

## Demografia
W latach 80. XIX w. we wsi znajdowało się 59 budynków, z których 24 stanowiły domy mieszkalne. Wieś zamieszkiwało 210 katolików i 70 ewangelików.
Według danych Prezydium Powiatowej Rady Narodowej w Chełmnie oraz Powiatowego Inspektoratu Statystycznego w Chełmnie (31 XII 1966 r.) sołectwo Kiełp było zamieszkiwane przez 298 mieszkańców. Czyniło ją wtedy trzecią największą wsią w gromadzie Brzozowo.
Według Narodowego Spisu Powszechnego (III 2011 r.) wieś liczyła 250 mieszkańców. Jest siódmą co do wielkości miejscowością gminy Kijewo Królewskie.

## Historia
Wieś pierwszy raz wzmiankowana prawdopodobnie już w przywileju łowickim wystawionym w 1222 r. przez Konrada I mazowieckiego dla bp. Chrystiana. Istnieją jednak poszlaki, że wieś istniała już w XII w. Przed nadaniem jej biskupowi pruskiemu miała być własnością komesa Żyra.
Kolejne informacje na temat wsi pojawiają się dopiero w 1422, kiedy to wielki mistrz Zakonu Krzyżackiego nadał wieś komturstwu starogrodzkiemu. Własnością zakonu była do roku 1441. Według zakonnych inwentarzy we wsi znajdować się miało, w roku 1422, 38 klaczy, 18 źrebiąt, 18 sztuk bydła oraz 80 świń. Według kolejnych inwentarzy, z roku 1436, we wsi miało być 10 koni roboczych, 2 krowy i pług z przynależnościami, a z roku 1441 iż we wsi było 26 koni oraz 3 pługi z przynależnościami. W 1438 r. karczmarz płacić 3 grosze czynszu, zagrody in bruche (z czynszu polnego, bagiennego) dawały czynszu 32 grosze, 5 szkojców oraz 170 kur. Czynsz opłacano zbiorowo (zagrody nie płaciły zagrodowego), a pozostała część gruntów we wsi była opuszczona. Właściciel wiatraka płacił 2 łaszty ziarna czynszu. 

## Zabytki
Według rejestru zabytków NID na listę zabytków wpisane są:
- schron piechoty IR-1 w zespole twierdzy Chełmno, ok. 1914, nr rej.: A/1511/ z 14.02.1980
- schron piechoty IR-2, nr rej.: A/1511/8.

## Znane osoby
W tej właśnie miejscowości 1 stycznia 1946 urodził się Jan Ząbik, były żużlowiec, a później trener Unibaksu Toruń.